# Thunnus maccoyii
Il tonno australe (Thunnus maccoyii Castelnau, 1872), comunemente noto come tonno rosso australe o tonno rosso del sud (Regolamento (UE) 2017-2107), è un pesce osseo marino della famiglia Scombridae.

## Descrizione
L'aspetto esteriore di questo pesce è quasi indistinguibile da quello del tonno rosso atlantico. Alcuni caratteri della colorazione sono però diversi: Sulla parte inferiore dei fianchi sono presenti fasce verticali indistinte formate da macchie chiare, la prima pinna dorsale può avere colore giallo o azzurro, la pinna anale e le pinnule sono giallo opaco con bordo nero, anche la carena centrale presente sul peduncolo caudale è gialla negli individui maturi. È un tonno di grandi dimensioni: la taglia massima nota è di 245 cm, la taglia media è sui 160 cm. Il peso massimo che sia noto è di 260 kg.

## Distribuzione e habitat
Questa specie è diffusa nella parte meridionale con acque temperate e anche fredde dei tre oceani. Durante l'epoca riproduttiva vengono effettuate migrazioni verso le acque tropicali dell'Australia occidentale. Fa vita pelagica oceanica.

## Biologia
La longevità arriva a 20 anni.

### Alimentazione
Si tratta di un predatore versatile, si nutre di pesci, cefalopodi, crostacei, salpe e altri organismi.

### Riproduzione
Si sa poco sulla biologia riproduttiva di questa specie, non si sa, per esempio, se si riproduca annualmente, ogni qualche anno o una sola volta. La deposizione avviene in acque tra 20 °C e 30 °C.

## Pesca

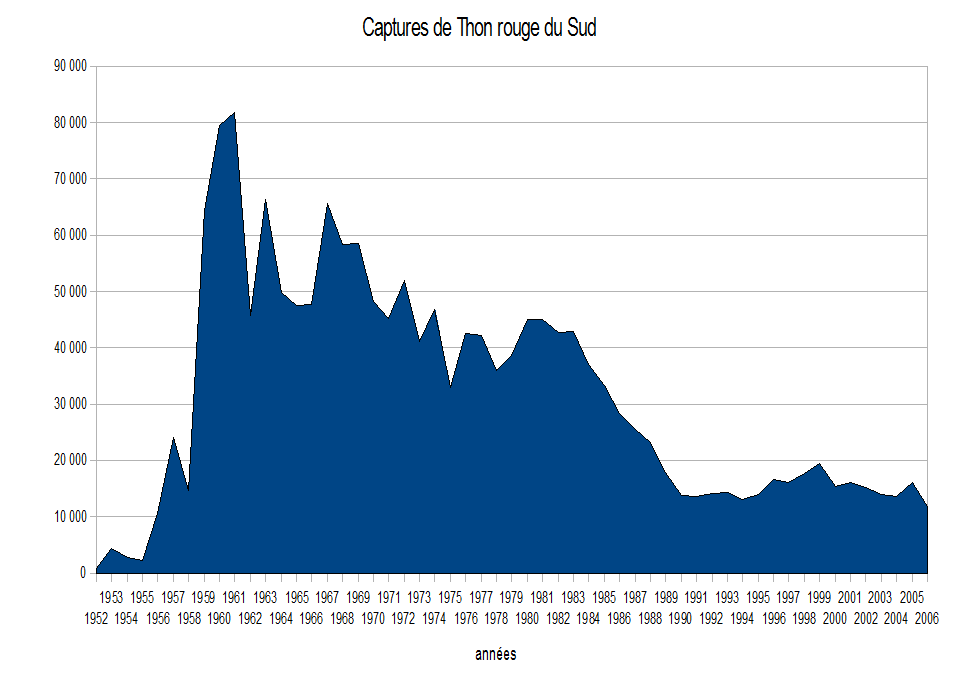
Andamento delle catture globali di Th. maccoyii dal 1952 al 2006

Viene pescato soprattutto lungo le coste australiane dove ha una certa importanza e dove vengono catturati anche esemplari immaturi da destinarsi alla piscicoltura in gabbie galleggianti. Viene destinato principalmente alla produzione di tonno in scatola e di sashimi.

## Conservazione
Le popolazioni di Th. maccoyii sono diminuite di oltre l'85% dal 1973 al 2006 a causa della sovrapesca e le popolazioni risultano in ulteriore contrazione. Per questo motivo la IUCN classifica questa specie in pericolo critico di estinzione. Sono state prese numerose iniziative per la conservazione e il ripristino degli stock.